# Тъмен групер
Тъмният групер (Epinephelus marginatus) е вид бодлоперка от семейство Serranidae. Видът е застрашен от изчезване.

## Разпространение и местообитание
Разпространен е в Албания, Алжир, Ангола, Бенин, Бразилия, Великобритания, Габон, Гамбия, Гана, Гвинея, Гвинея-Бисау, Гибралтар, Гърция (Егейски острови и Крит), Демократична република Конго, Египет, Екваториална Гвинея, Западна Сахара, Израел, Испания (Балеарски острови и Канарски острови), Италия (Сардиния и Сицилия), Кабо Верде, Камерун, Кипър, Кот д'Ивоар, Либерия, Либия, Ливан, Мавритания, Малта, Мароко, Мозамбик, Монако, Намибия, Нигерия, Португалия (Азорски острови и Мадейра), Сенегал, Сиера Леоне, Сирия, Словения, Того, Тунис, Турция, Франция (Корсика), Хърватия, Черна гора и Южна Африка.
Обитава крайбрежията на океани, морета и рифове. Среща се на дълбочина от 1,5 до 100 m, при температура на водата около 17,6 °C и соленост 35,4 – 37,1 ‰.

## Описание
На дължина достигат до 1,5 m, а теглото им е максимум 60 kg.
Продължителността им на живот е около 50 години. Популацията на вида е намаляваща.